# Ramon Frontera i Bosch
Ramon Frontera i Bosch (Balsareny, 7 d'agost de 1900 – Anglès, 14 d'octubre de 1987) fou un polític català, alcalde de l'Hospitalet de Llobregat durant la Segona República Espanyola.

## Biografia
El seu pare, Josep Frontera i Puig, era treballador de la Colònia Tèxtil de Balsareny i promotor de la Cooperativa Popular de Consumidors El Respeto Mutuo, de la que ell mateix en formaria part. El 1909 es va traslladar amb la seva família a l'Hospitalet de Llobregat. Estudià a l'Escola del Treball de Barcelona; influït per Rafael Campalans i Puig, en la dècada de 1920 va ingressar a la Unió Socialista de Catalunya. El 1926 fou un dels fundadors de l'Associació Obrera de Concerts, entitat creada per acostar la música als sectors obrers i el 1929 formà part de la junta de la Mútua Quinta de Salut l'Aliança en representació de Cooperativa.
El març de 1931 abandonà l'USC i ingressà en la novament constituïda Esquerra Republicana de Catalunya, amb la qual fou escollit regidor de l'Hospitalet de Llobregat a les eleccions municipals de 12 d'abril de 1931. A les eleccions municipals de gener de 1934 fou escollit alcalde de l'Hospitalet com a cap de llista d'ERC. Des del seu càrrec va impulsar la creació de centres escolars al seu municipi, principalment l'anomenat Grup Escolar Francesc Macià. Tanmateix, arran dels fets del sis d'octubre de 1934 el consistori fou dissolt i posat sota un administrador militar, i el mateix Ramon Frontera fou confinat al vaixell Uruguai, ancorat al port de Barcelona, fins a maig de 1935.
L'estiu de 1935 fou impulsor i membre del primer comitè permanent del Grup d'Estudis i Plans Econòmics i Socials, impulsat per ERC. Entre el setembre i el novembre de 1935 fou detingut novament i tancat a la presó Model de Barcelona. Després de la victòria del Front d'Esquerres a les eleccions generals espanyoles de 1936 va recuperar el seu càrrec d'alcalde de l'Hospitalet de Llobregat.
En esclatar la guerra civil espanyola el 18 de juliol de 1936 es mantingué com a alcalde, tot i que sota el control del Comitè de Milícies Antifeixistes. El setembre de 1936 cessà com a alcalde quan fou nomenat Director General de Beneficència pel govern de la Segona República Espanyola, mentre que en novembre Josep Tarradellas i Joan el designà representant del Departament de Finances de la Generalitat de Catalunya al Comitè Industrial Cotoner. El 1937 el conseller de cultura Carles Pi i Sunyer el va nomenar president del Consell de l'Escola Nova Unificada i posteriorment sotssecretari de Cultura.
En acabar la guerra civil espanyola va marxar cap a França el 31 de gener de 1939 amb Carles Pi i Sunyer, Pere Bosch i Gimpera, Antoni Rovira i Virgili i Pau Vila. S'establí a Perpinyà, on va treballar per a l'oficina de la Generalitat de Catalunya de Pere Bosch i Gimpera fins al 18 de novembre de 1941, quan a bord del Quanza va marxar cap a Mèxic. S'establí a la ciutat de Mèxic, on va desenvolupar activitats comercials. Membre actiu de la Comunitat Catalana de Mèxic, el 1960 fou nomenat vocal del Patronat Pro Pàtria, encarregat d'assegurar el finançament de la Generalitat de Catalunya a l'exili. No tornà a Catalunya fins al 1979.